# Grüne Eicheneule

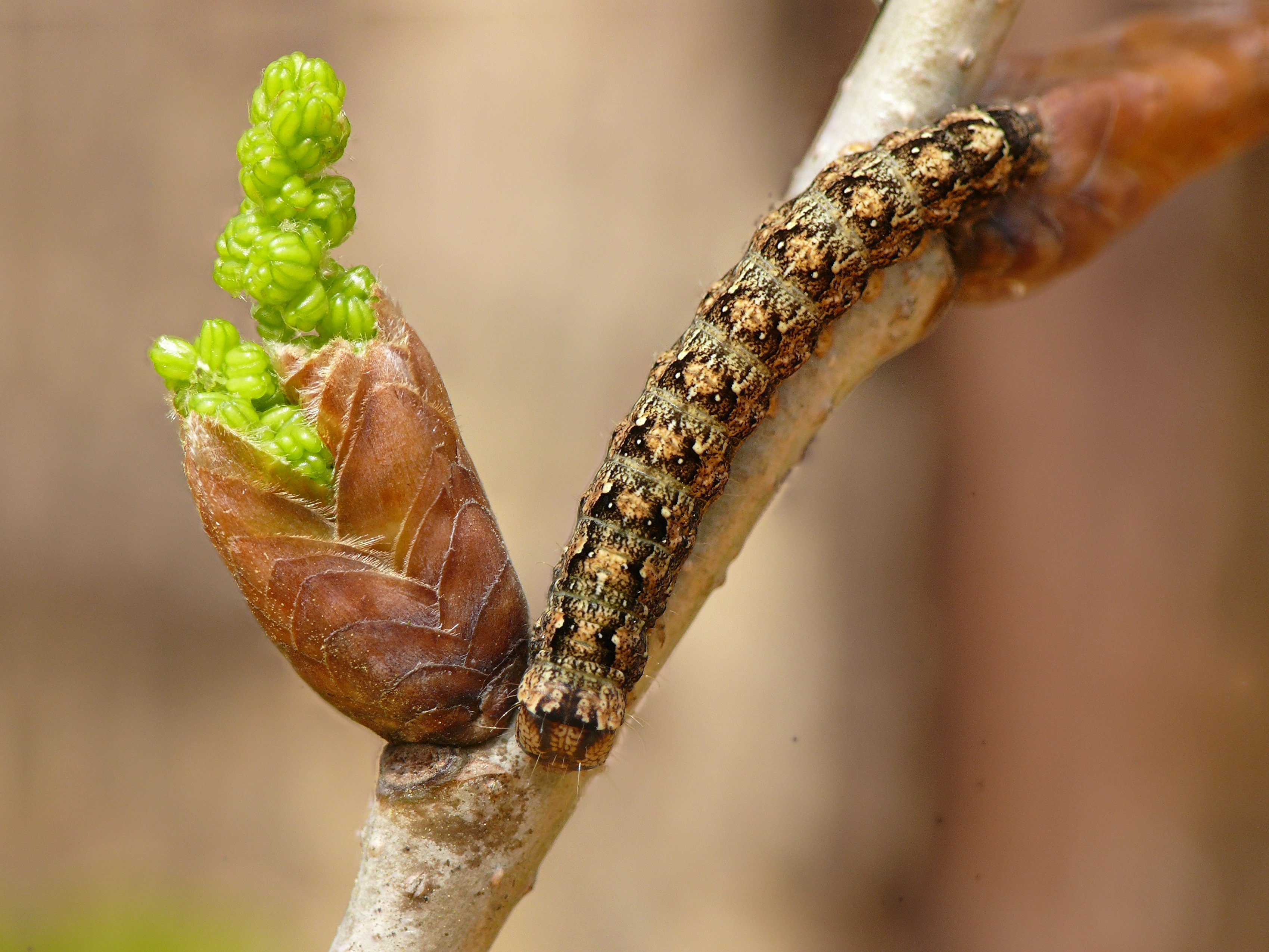
Raupe der Grünen Eicheneule

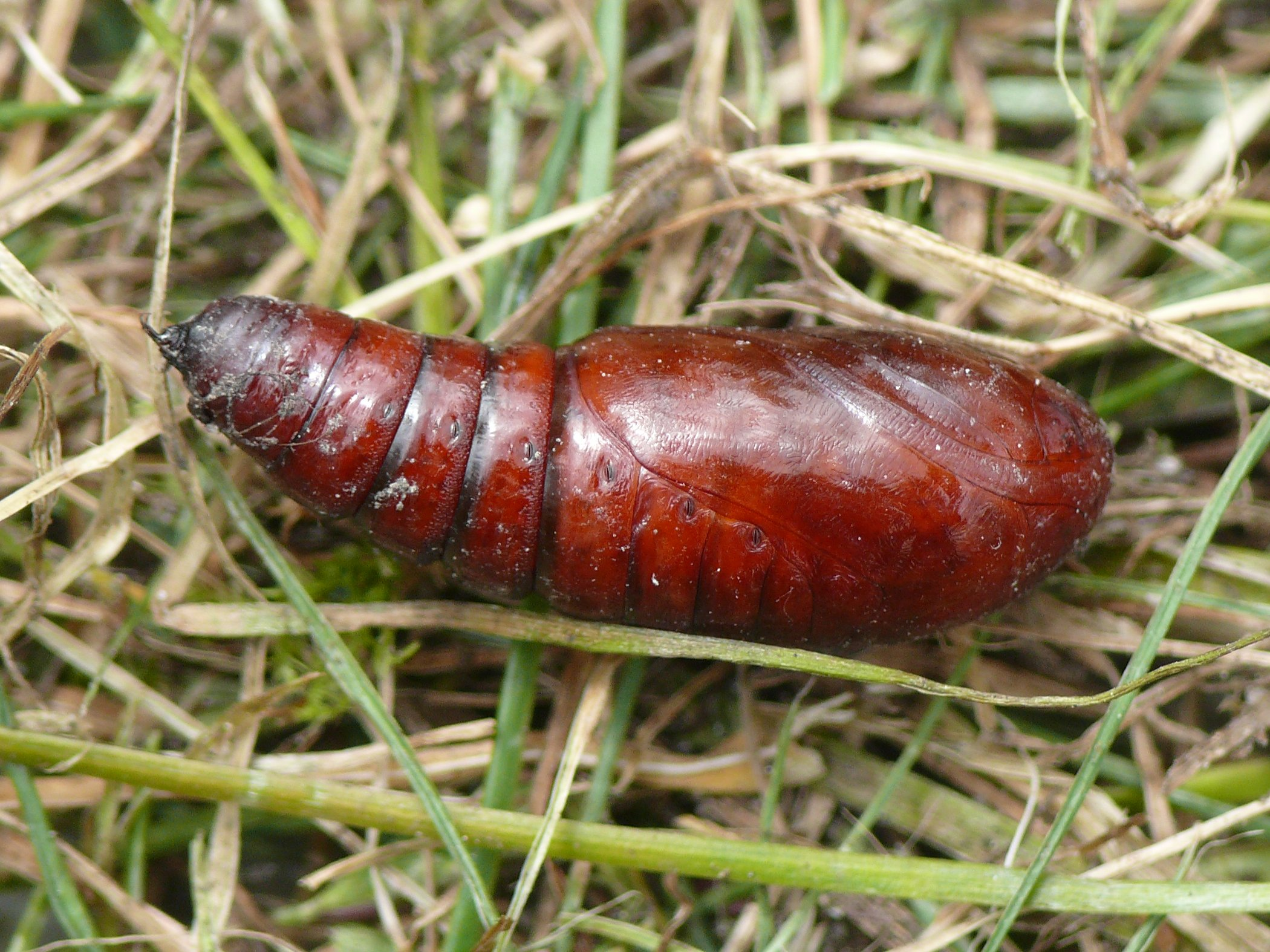
Puppe der Grünen Eicheneule

Die Grüne Eicheneule (Griposia aprilina, Synonym: Dichonia aprilina), auch Aprileule genannt, ist ein in Europa verbreiteter Schmetterling (Nachtfalter) aus der Familie der Eulenfalter (Noctuidae). Das Artepitheton leitet sich vom lateinischen aprilis für April ab, da der Falter so frisch grün ist wie das „junge Grün“ im April.

## Merkmale
Die Grüne Eicheneule hat eine Spannweite von 45 bis 52 mm. Die Flügelzeichnung variiert stark, die häufige Aberration virgata (mit Binde) hat breite zusammenfließende schwarze Verdunkelungen, ist aber in Baden-Württemberg nur einmal nachgewiesen. Die hellgrünen Vorderflügel, die schnell ihr kräftiges Grün verlieren, haben scharf begrenzte weiße Querlinien mit dicken schwarzen Streifen, die durch einen Längsstreifen verbunden sind. Die Fühler und Beine sind blass weiß-grün mir schwarzen Ringen. Die Hinterflügel sind dunkel grau-braun, im Zentrum etwas heller. Der diskale Fleck und die Querlinie sind diffus, aber trotzdem meist gut erkennbar.
Das rötlichbraune, niedrige Ei hat breite Längsrippen mit großen, weißen und grünen sowie kleineren, schwarzen Flecken.
Die schwarz- bis braungraue Raupe hat eine oft unterbrochene, an den Segmenten leicht verbreiterte, helle Rückenlinie. Die Nebenrückenlinien sind breiter, aber noch stärker unterbrochen. Am Rücken und der Seite bilden dunkle Striche eine rautenförmige Zeichnung, die weiße Punkte trägt. Der hellbraune Kopf ist dunkler genetzt, mit zwei breiten, schwarzbraunen Bogenstrichen.

### Ähnliche Arten
- Griposia pinkeri (Kobes, 1973) kommt in Kleinasien und auf der Balkanhalbinsel sympatrisch vor.[2]

## Verbreitung und Lebensraum
Die Grüne Eicheneule kommt vom südlichsten Norwegen und St. Petersburg ab durch Nord- und Mitteleuropa bis Südfrankreich und Norditalien, sowie auch in Kastilien, Sardinien und Südostrussland (Vorberge des Ural bis Schwarzes Meer) vor. Außerhalb Europas ist die Art von West- und Zentralanatolien und aus der Kaukasus-Region bekannt. Einen jüngeren Nachweis gibt es aus dem Elburs-Gebirge.
Die Grüne Eicheneule ist im nördlichen Mittelmeergebiet und in Waldsteppen sehr häufig, im nördlichen und nordwestlichen Verbreitungsgebiet dagegen oft nur lokal vorhanden. Die Lebensräume sind bevorzugt trockene Wälder, besonders Eichenwälder und mit Eiche gemischte Laubwälder vom Flachland über das Hügelland bis zu Flusstälern und felsigen Wäldern in den Bergen. Sie fehlt in den höheren Lagen der Gebirge.

## Lebensweise
Die Falter fliegen von Ende August bis Oktober. In der Abenddämmerung beginnen sie zu fliegen und fliegen fast die ganze Nacht hindurch. Zuerst besuchen sie Blüten und auch Köder, erst später fliegen sie künstliche Lichtquellen und Lichtfallen an.
Die einzeln an Rinde abgelegten Eier überwintern. Die Raupen schlüpfen im nächsten Frühjahr und leben von April bis Juni an Eichen (Quercus), aber auch an Eschen (Fraxinus), Buchen (Fagus), Linden (Tilia), Pappeln (Populus) und Obstbäumen. Am Tag halten sie sich in Rindenspalten, an stärkeren Ästen oder am Stamm, bis fast zum Boden hinunter auf. Sie verpuppen sich meist zwischen den Eichenwurzeln in einem kräftigen Kokon im Erdboden.

## Belege